# Marvel Super Hero Squad Online
Marvel Super Hero Squad Online fue un videojuego de rol multijugador masivo en línea para los más jóvenes basado en Marvel Super Hero Squad. La versión beta abierta del juego fue lanzada el 29 de abril de 2011 (una beta cerrada fue lanzada a principios de 2011). Fue un juego gratis que soporta tanto las microtransacciones de su moneda de juego y una suscripción mensual.
Los jugadores recogieron héroes para formar su propio equipo. Ellos pudo elegir un héroe de su equipo para jugar en una serie de juegos y actividades. Mientras juegan, los héroes no solo incrementaron su poder en combate, sino que desbloquearon emoticones animados para usar en las zonas del mundo de juegos sociales.
Marvel Super Hero Squad Online fue el primer juego MMO desarrollado por el acuerdo oral de 10 años entre Gazillion y Marvel. El segundo será Marvel Heroes Online.

## Jugabilidad
Marvel Super Hero Squad Online tiene controles alternativos, en los que con un solo clic, el jugador se puede mover de un lugar a otro, o con las teclas de flechas o las teclas tradicionales del teclado W, A, S, D. Los personajes seleccionados pueden volar pulsando sobre círculos verdes en el suelo. Si el personaje no puede volar, ese personaje puede tener un doble salto o un salto alto / largo. Los puntos están separados en dos compartimentos, oro y plata. Los puntos de oro pueden ser utilizados para comprar la mayoría de los héroes, mientras que los puntos de plata permiten a un jugador comprar artículos adicionales para su cuartel. Una rueda de premio, algo similar a la rueda de premios en Webkinz, sirve como una manera para que los jugadores desbloqueen más fácilmente oro o plata gratis y otros artículos. Muchos personajes del Universo Marvel aparecen en Marvel Super Hero Squad Online en un estilo tradicional "super deformed" de Super Hero Squad.
Las misiones tienen un estilo beat 'em up donde los jugadores deben derrotar a una gran cantidad de enemigos para alcanzar al jefe final.
Las áreas del mundo de juego se separan como zonas. Las zonas incluyen Villa Villano, Daily Bugle, el Edificio Baxter, y Asgard con todas tomando una pequeña porción de los lugares de origen de Spider-Man, los Cuatro Fantásticos, y Thor. Además, Villa Villano se ha hecho disponible para los jugadores para visitarla, como una zona.
Recientemente al 10 de abril de 2012, Asgard ha sido actualizado con cambios importantes; el puente Bifrost ha sido destruido, y la ciudad ha sido atacada y conquistada por Loki. Además, los cambios de diseño de Loki de la versión original SHS a la del Universo cinematográfico de Marvel (presumiblemente para prefigurar los acontecimientos de la sexta película de ese Universo Marvel). La entrada al palacio también ha sido sustituida por una mesa que tiene el Teseracto. Al hacer clic en ésta, los jugadores podrán jugar una misión con el Loki de la película como el jefe y después de la victoria, recibirán un cubo cósmico 'sorpresa'.
Un juego de cartas coleccionables fue puesto a disposición para jugar a principios de agosto de 2011. Un arcade ha sido desarrollado donde los jugadores pueden jugar como Deadpool, She-Hulk, Pantera Negra, Daredevil, Capitán América, Thor, Doctor Strange y Jean Grey en seleccionados mini-juegos. Dos personajes como Masacre y Hulka aparecen en cada mini-juego. Un sistema de desafíos fue lanzado, que permite a los jugadores completar varios desafíos, tales como saludar a los otros jugadores, comprar nuevos héroes, superar misiones o búsquedas de juegos de cartas. Cada desafío completado otorga al jugador boletos, monedas de plata, monedas de oro y héroes nuevos. El juego fue lanzado en Europa el 4 de noviembre de 2011. El 1 de noviembre de 2012, el servidor europeo se fusionó con el servidor norteamericano y se expandió a abarcar más países europeos.

### Personajes
Actualmente hay 174 personajes jugables desde el 13 de enero de 2014.
| Personajes Jugables | Personajes Jugables | Personajes Jugables | Personajes Jugables | Personajes Jugables | Personajes Jugables |
| --- | --- | --- | --- | --- | --- |
| - Abominación - Agente Coulson - Agente Veneno - Ángel - Arcángel - Annihilus - Anti-Veneno - Antorcha Humana - Aracne - Araña Escarlata - Spider-Man Ben Reilly - Avispa - Bestia - Bill Rayo Beta - Blade - Bruja Escarlata - Bucky Cap - Caballero Luna - Cable - Capitán América - Capitán América de Los Vengadores - Capitán América, Traje de Sigilo - Capitán América, Super-Soldado - Capitán Marvel - Castigador - Chica Ardilla - Cíclope - Cíclope Asombroso - Coloso | - Cosa - Cosa en Esmoquin - Daredevil - Daredevil Clásico - Daredevil con armadura - Destructor - Dientes de Sable - Doctor Extraño - Doctor Muerte - Doctor Muerte de Fundación Futuro - Doctor Octopus - Drácula - Drax - Duende Verde - Iron Patriot Oscuro - Electro - Elektra - Elektra Pura - Emma Frost - Estrella de Fuego - Estela Plateada - Estela Oscura - Frankenstein - Gambito - Gamora - Gata Negra - Goliat - Gatasombra - Groot - Guardián - Halcón - Halcón Exo-7 | - Hombre de Arena - Hombre de Hielo - Hombre Gigante - Hombre Hormiga - Hombre Imposible - Hombre Lobo - Hombre Maravilla - Hombre de Titanio - Hope Summers - Hulk - Hulk de Los Vengadores - Hulk Gladiador - Hulk Indestructible - Sr. Reparador - Hulk Rojo - She-Hulk - She-Hulk Roja - Iron Man - Armadura Ártica de Iron Man - Iron Man de Los Vengadores - Iron Man Hulkbuster - Armadura MK I - Armadura MK II - Iron Man MK XLII - Iron Man 2020 - Iron Man Centurión de Plata - Armadura Sigilo Iron Man | - Jean Grey - Fénix - Fénix Blanco - Fénix Oscuro - Juggernaut - Kaos - Lagarto - Wolverine - Wolverine Clásico - Wolverine Samurái - Wolverine con ropa de calle - Wolverine Vengador - Wolverine de X-Force - Loki - Luke Cage - Magneto - Mapache Cohete - Deadpool - Deadpool Pirata - Deadpool de X-Force - Máquina de Guerra - Iron Patriot - Mariposa Mental - Mariposa Mental de X-Force - Deadpool - Mercurio - Mística - MODOK - Cómics Ultimate: Spider-Man - Mr. Fantástico - Morbius - Motorista Fantasma - Motorista Fantasma Clásico - Ms. Marvel | - Mujer Invisible - Mysterio - Nick Furia - Nick Fury de Los Vengadores - Nova - Nova (Sam Alexander) - Ojo de Halcón - Ojo de Halcón de Los Vengadores - Pantera Negra - Pícara - Pícara Vengadora - Puño de Hierro - Reptil - Rescate - Rey Mono - Rondador Nocturno - Rondador Nocturno Swashbuckler - Sasquatch - Soldado de Invierno - Spider-Girl - Spider-Ham - Spider-Man - Spider-Man con armadura - Spider-Man Traje Negro - Spider-Man Fundación Futuro - Asombroso Hombre Bolsa - Spider-Man Fin de la Tierra - Iron Spider - Spider-Man Noir - Spider-Man Superior - Spider-Man 2099 | - Spider-Woman - Star-Lord - Sueño Americano - Super-Skrull - Supervisor - Thor - Thor de Los Vengadores - Thor Armadura de Batalla - Thor Clásico - Thor Ultimate - Thanos - Tigra - Tormenta - Tormenta Mohawk - Ultrón - AU Ultrón - Valquiria - Veneno - Vigía - Visión - Viuda Negra - Viuda Negra de Los Vengadores |
| Próximos Personajes Jugables | | | | | |
| - Spider-Man Gran Momento - Matanza - Halcón Nocturno - Onslaught - Profesor X | | | | | |
| - Abominación - Annihilus - Bullseye - Cráneo Rojo - Dientes de Sable | - Doctor Muerte - Doctor Octopus - Dormammu - Drácula - Duende Verde | - Encantadora - Estela Oscura - Fin Fang Foom - Hombre de Titanio - Hombre Imposible - Hombre Topo - Juggernaut | - Kingpin - Lagarto - Loki - Loki de Los Vengadores - Magneto | - Malekith - MODOK - Mysterio - Mística - Onslaught - Soldado de Invierno - Super-Skrull | - Surtur - Ultrón - Veneno - Wendigo - Ymir |

## Desarrollo
El juego fue desarrollado utilizando el motor Unity3D, de modo que se puede jugar en cualquier navegador de Internet tanto en ordenadores Microsoft Windows como Apple OS. El primer tráiler debut para Marvel Super Hero Squad Online fue lanzado el 9 de junio de 2010. Marvel Super Hero Squad Online originalmente no disponía de audio para la voz de los personajes. Una actualización se publicó el 10 de febrero de 2012 con todos los personajes teniendo algún tipo de voz. Más de 3000 líneas han sido grabadas.
El juego es validado AMD Eyefinity.